# Fanagalo
Fanagalo je pidžin vycházející ze zuluštiny, ovlivněný také angličtinou a o něco méně afrikánštinou. Tento jazyk jako lingua franca využívají zejména horníci v odvětví těžby zlata, diamantů, uhlí a mědi v jižní Africe.

## Rozšíření
V dnes již menší míře se používá v Jihoafrické republice, ale také v Zimbabwe, Zambii, DRK a Namibii. Dříve se také používal i v Kongu, Malawi, Botswaně nebo Mosambiku.
Varianta používaná v Zimbabwe se nazývá Chilapalapa a byla ovlivněná šonštinou a varianta používaná v Zambii se nazývá Cikabanga a byla ovlivněna místním jazykem bemba.

## Ukázka
Otčenáš ve fanagalu a český překlad
Fanagalo
Baba ga tina, Wena kona pezulu, Tina bonga lo Gama ga wena; Tina vuma lo mteto ga wena Lapa mhlaba, fana na pezulu. Niga tina namuhla lo zinkwa yena izwasisa; Futi, yekelela masono gatina, Loskati tina yekelela masono ga lomunye. Hayi letisa tina lapa lo cala; Kodwa, sindisa tina ku lo bubi, Ndaba Wena kona lo-mteto, lo mandla, na lo dumela, Zonkeskat. Amen.
Česky
Otče náš, jenž jsi na nebesích, posvěť se jméno tvé, přijď království tvé, buď vůle tvá jako v nebi, tak i na zemi. Chléb náš vezdejší dej(ž) nám dnes a odpusť nám naše viny, jako i my odpouštíme našim viníkům a neuveď nás v pokušení, ale zbav nás od zlého. Amen.